# Stylogaster jactata
Stylogaster jactata är en tvåvingeart som beskrevs av Guilherme A.M.Lopes och Monteiro 1959. Stylogaster jactata ingår i släktet Stylogaster och familjen stekelflugor. Inga underarter finns listade i Catalogue of Life.